# Hòa Phú, Hà Nội
Hòa Phú là một xã ngoại thành nằm ở phía Nam thành phố Hà Nội, Việt Nam.

## Vị trí địa lý
Xã Hòa Phú có vị trí địa lý:
- Phía Bắc giáp xã Quảng Bị
- Phía Tây giáp xã Trần Phú
- Phía Nam giáp xã Phúc Sơn, xã Ứng Thiên và xã Dân Hòa
- Phía Đông giáp xã Thanh Oai với ranh giới là sông Đáy

Xã Hòa Phú chia thành 23 thôn: An Mỹ, An Thượng, Đồng Luân, Hạ Dục, Hòa Xá, Hoàng Xá, Hội Triều, Lễ Khê Hạ, Lễ Khê Thượng, Lễ Khê Trung, Lưu Xá, Mỗ Xá, Phụ Chính, Phượng Luật, Thọ An, Thượng Phúc, Trung Vực, Văn La, Võ Lao, Yên Cốc, Yên Lạc, Yên Nhân, Yên Sơn.

## Lịch sử
Ngày 1 tháng 1 năm 2025, Ủy ban Thường vụ Quốc hội ban hành Nghị quyết số 1286/NQ-UBTVQH15 trong đó về việc hợp nhất 2 xã Hòa Chính và Phú Nam An thành xã Hòa Phú.
Ngày 16 tháng 6 năm 2025, Ủy ban Thường vụ Quốc hội ban hành Nghị quyết số 1656/NQ-UBTVQH15 trong đó về việc sắp xếp toàn bộ diện tích tự nhiên, quy mô dân số của các xã Đồng Lạc, Hòa Phú, Hồng Phú, Thượng Vực, Văn Võ (huyện Chương Mỹ cũ), một phần của xã Kim Thư (huyện Thanh Oai cũ) thành xã mới có tên gọi là xã Hòa Phú.

## Giáo dục

### Các trường Trung học Phổ thông
- THPT Chương Mỹ B

### Các Trường Trung học Cơ sở
- THCS Văn Võ
- THCS Thượng Vực
- THCS Phú Nam An
- THCS Hồng Phong
- THCS Hòa Chính
- THCS Đồng Phú
- THCS Đồng Lạc

### Các trường Tiểu học
- TH Văn Võ
- TH Thượng Vực
- TH Phú Nam An
- TH Hồng Phong
- TH Hòa Chính
- TH Đồng Phú
- TH Đồng Lạc